# Blechroneromia sogai
Blechroneromia sogai là một loài bướm đêm trong họ Geometridae.